# Тројански манастир
Тројански манастир (буг. Троянски манастир) је трећи по величини манастир у Бугарској после Рилског и Бачковског манастира. Ово је ставропигијални манастир Бугарске православне цркве. Налази се у северној Бугарској, на обалама реке Черни Осам у близини села Орешак, 10 km од Тројана.

## Историја
Основан је крајем 16. века, био је тешко оштећен од неколико турских напада током 17. и 18. века и много пута је обновљен током 1830. године. Манастир је познат по својим дрворезбарија, највишег квалитета ручне израде дуборезом мајстори из Трјавне. Тројански манастир је познат и по својој чудотворне иконе Пресвете Богородице Тројеручице. Икона је копија чудотворне иконе из манастира Хиландар (14 век). Према легенди, чудотворне иконе је овде донео монах из Свете горе, који је остао пустињак из околине Тројана за кратко време током своје путовање од Свете горе до Влашка.
Црква Пресвете Богородице, у којој се налази икона, саграђена је 1835. године. Фреске манастирске цркве су дело великим бугарским мајстора Захарија Зографа.
Поред верске улоге, манастир је познат по својој велики писци, наставници и преводилаца, укључујући и историчари као што је монах Спиродон, аутор другој књизи за бугарску историју (1792). Такође је повезан са борбу Бугара против отоманске репресије. Током руско-турског ослободилачког рата, манастир је претворен у болницу за руске војнике и дао руске снаге сву могућу помоћ. Овде посетиоци могу пробати чувене шљивове ракије кувана у старом рецепту из манастира.